# Enfermedades de las plantas
En Fitopatología, las enfermedades de las plantas son las respuestas de las células y tejidos vegetales a los microorganismos patogénicos o a factores ambientales que determinan un cambio adverso en la forma, función o integridad de la planta y puedan conducir a una incapacidad parcial o a la muerte de la planta o de sus partes. 

## Descripción
Los tipos de células y tejidos que son afectados determinan el tipo de función fisiológica que será imposibilitada inicialmente. Por ejemplo, la infección de las raíces puede causar que las mismas se pudran, lo que hace -a su vez- que la planta quede incapacitada para absorber agua y nutrientes del suelo. La infección de los vasos del xilema, como ocurre en muchos marchitamientos vasculares y en algunos cancros, interfiere con la translocación de agua y nutrientes dentro de la planta. La infección de las hojas, como ocurre con las manchas, tizones, royas, mildius y mosaicos, interfiere con la fotosíntesis. La infección de las flores y frutos interfiere con la reproducción. A pesar de que la mayoría de las células infectadas se debilitan o mueren, en algunas enfermedades, como por ejemplo la "agalla de corona", las células infectadas son inducidas a dividirse más rápidamente (hiperplasia) o a agrandarse (hipertrofia) y, por ende, a producir tejidos anormales y amorfos (tumores) u órganos anormales. 
Algunas enfermedades comunes de las plantas son las siguientes:
- Botrytis o moho gris
- Roya